# Groningen

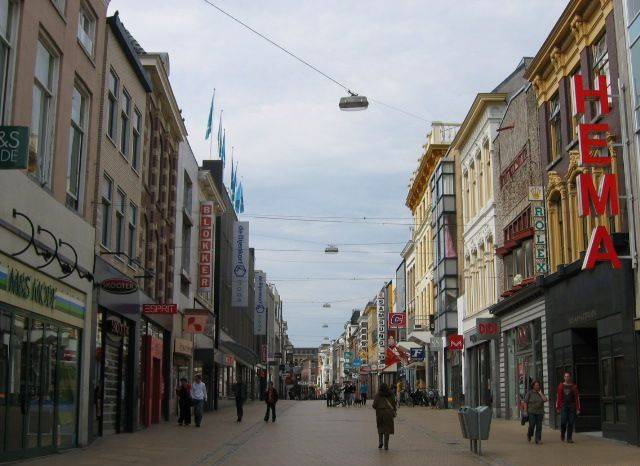
Herestraat, în Groningen

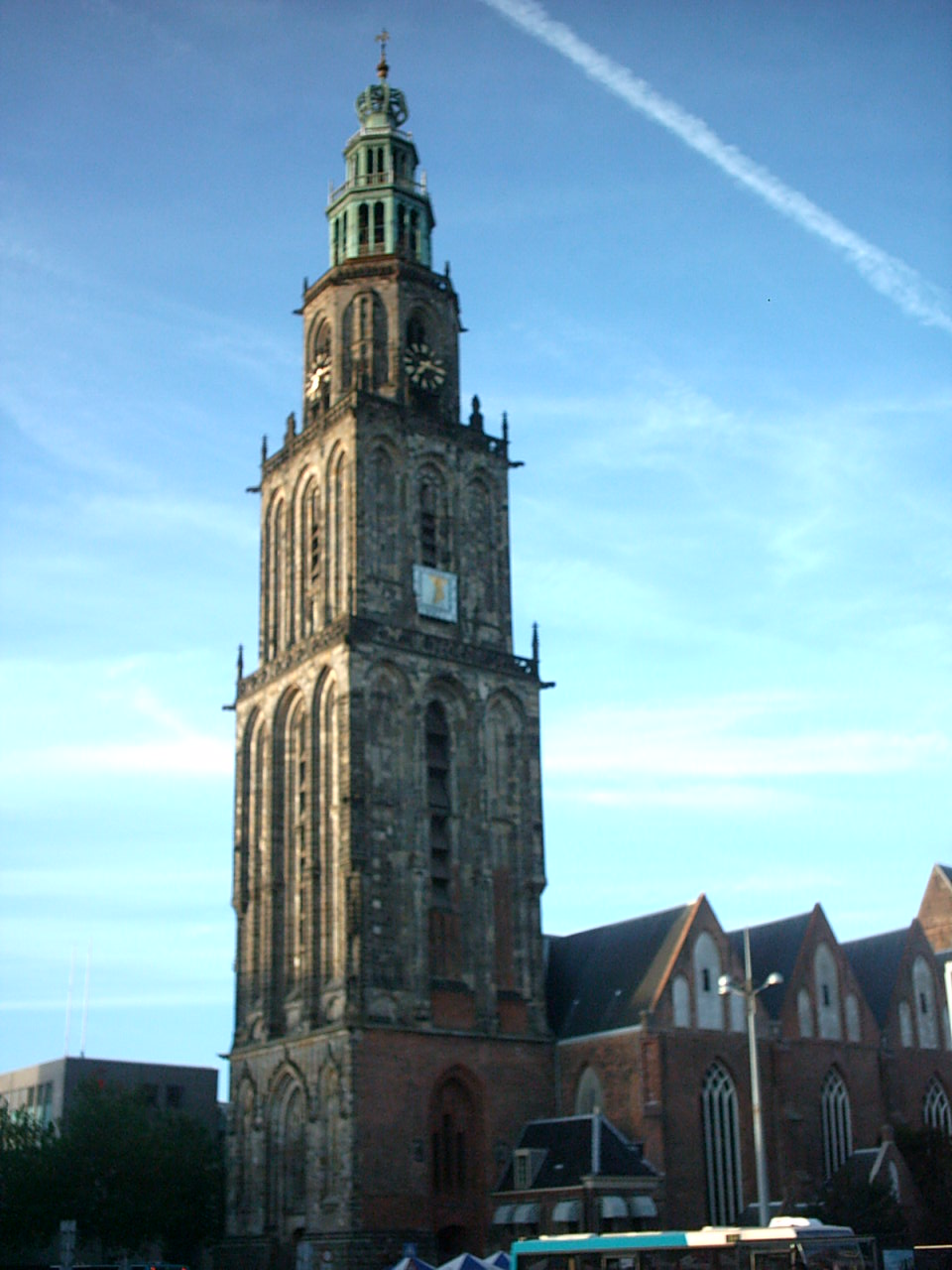
Turnul Martini

Groningen este un oraș în nordul Țărilor de Jos, reședința în provinciei Groningen. Având o populație de 185.000 de locuitori, este de departe cel mai mare oraș din nordul Țărilor de Jos.

## Istorie
Orașul a fost fondat pe la punctul cel mai nordic al zonei Hondsrug. Cel mai vechi document care face referire la existența lui Groningen datează din 1040. Cu toate acestea, orașul a existat deja cu mult înainte: cele mai vechi urme arheologice găsite se crede că provin din anii 3950 î.Hr.-3720 î.Hr., deși prima așezare majoră din Groningen a fost localizată în secolul al 3-lea AD.
În secolul al 13-lea, atunci când Groningen a fost un important centru comercial, locuitorii săi au construit un zid al orașului pentru a sublinia autoritatea sa. Orașul a avut o influență puternică asupra ținuturilor din jurul său și a făcut dialectul său o limbă comună. Cea mai influentă perioadă a orașului a fost la sfârșitul secolului al 15-lea, când provincia Friesland din apropiere a fost administrată din Groningen. În timpul acestor ani a fost construit Turnul Martini, care s-a ridicat deasupra orașului la (atunci) 127 de metri înălțime, făcând-o cea mai înaltă clădire din Europa de la acea dată. Independența orașului a luat sfârșit când a ales să își unească forțele cu spaniolii în timpul războiului de Optzeci de ani în 1594. A trecut mai târziu de partea cealaltă a combatantelor, alăturându-se republicii celor șapte țări de jos.
În 1614 a fost înființată Universitatea din Groningen, inițial doar pentru educație religioasă. În aceeași perioadă, orașul s-a extins rapid și un nou zid al orașului a fost construit. Același zid al orașului a fost testat în cursul celui de-al treilea război anglo-olandez, în 1672, când orașul a fost atacat cu înverșunare de către episcopul din Münster, Bernhard von Galen. Zidul orașului a rezistat, un eveniment care este sărbătorit cu muzică și focuri de artificii, la 28 august (ca "Gronings Ontzet" sau "Bommen BEREND").
Orașul nu a scăpat de devastare în al doilea război mondial. În special, piața principală, Grote Markt, a fost distrus în mare parte, în aprilie 1945, în cadrul bătăliei din Groningen, cu toate acestea, Turnul Martini, biserica ei - Goudkantoor -  și primăria nu au fost afectate de luptele care au durat mai multe zile. 

## Localnici celebri
- Roche Braziliano (ca. 1635), pirat
- Daniel Bernoulli (1700), matematician și doctor
- Albert Eckhout (1610), pictor
- Jozef Israëls (1824), pictor
- Hendrik Willem Mesdag (1831), pictor
- Samuel van Houten (1837), politician, ministru
- Heike Kamerlingh Onnes (1853), doctor, laureat Nobel
- Johan Huizinga (1872), istoric
- Jaap Eden (1873), sportiv, campion mondial la patinaj viteză și ciclism
- Julia Culp (1880), mezzo-soprană, supranumită „Privighetoarea Olandeză”
- A. W. L. Tjarda van Starkenborgh Stachouwer (1888), ultimul guvernator al Indiile de est (Indonezia modernă)
- Jan C. Uiterwijk (1915), sportiv, magnat
- Ida Vos (1931), scriitor și poet
- Wim T. Schippers (1942), artist, comedian
- Corrie Winkel (1944), sportiv, medaliat cu argint la Olimpiada
- Joanna Gash (1944), politician australian
- Jan Sloot (ca. 1945), inventator
- Alfred Lagarde (1948), deejay radio
- Pete Hoekstra (1953), politician american
- Gerard Kemkers (1967), patinator viteză
- Stephan Veen (1970), sportiv, campion olimpic la polo pe iarbă
- Rutger Smith (1981), sportiv

## Trivia
- La nivel național, orașul este cunoscut sub numele de "Metropola Nordului" și ca "Martinistad" referindu-se la Turnul Martini.
- Orașul este cunoscut sub numele de "Stad" în dialectul local, care se traduce ca metropolă, pentru că este singurul oraș mare din provincia Groningen.
- Până în 2007, în lunile de toamnă, fabrica de zahăr producea un miros dulce distinct care putea fi simțit în mai multe zone ale orașului. La începutul anului 2008, fabrica de zahăr Suiker Unie s-a închis.
- După ce a cântat la un spectacol în deschiderea trupei De Waterboys, muzicianul irlandez Mic Christopher a alunecat și, ca urmare, a murit din cauza leziunilor de la cap.

## Localități înfrățite
- , Talin, Estonia
- , Odense, Danemarca
- , Newcastle, Regatul Unit
- , Graz, Austria
- , Murmansk, Federația Rusă
- , Kaliningrad, Federația Rusă
- , Katowice, Polonia
- , San Carlos, Nicaragua
- , Oldenburg, Germania